# Liro (torrente)

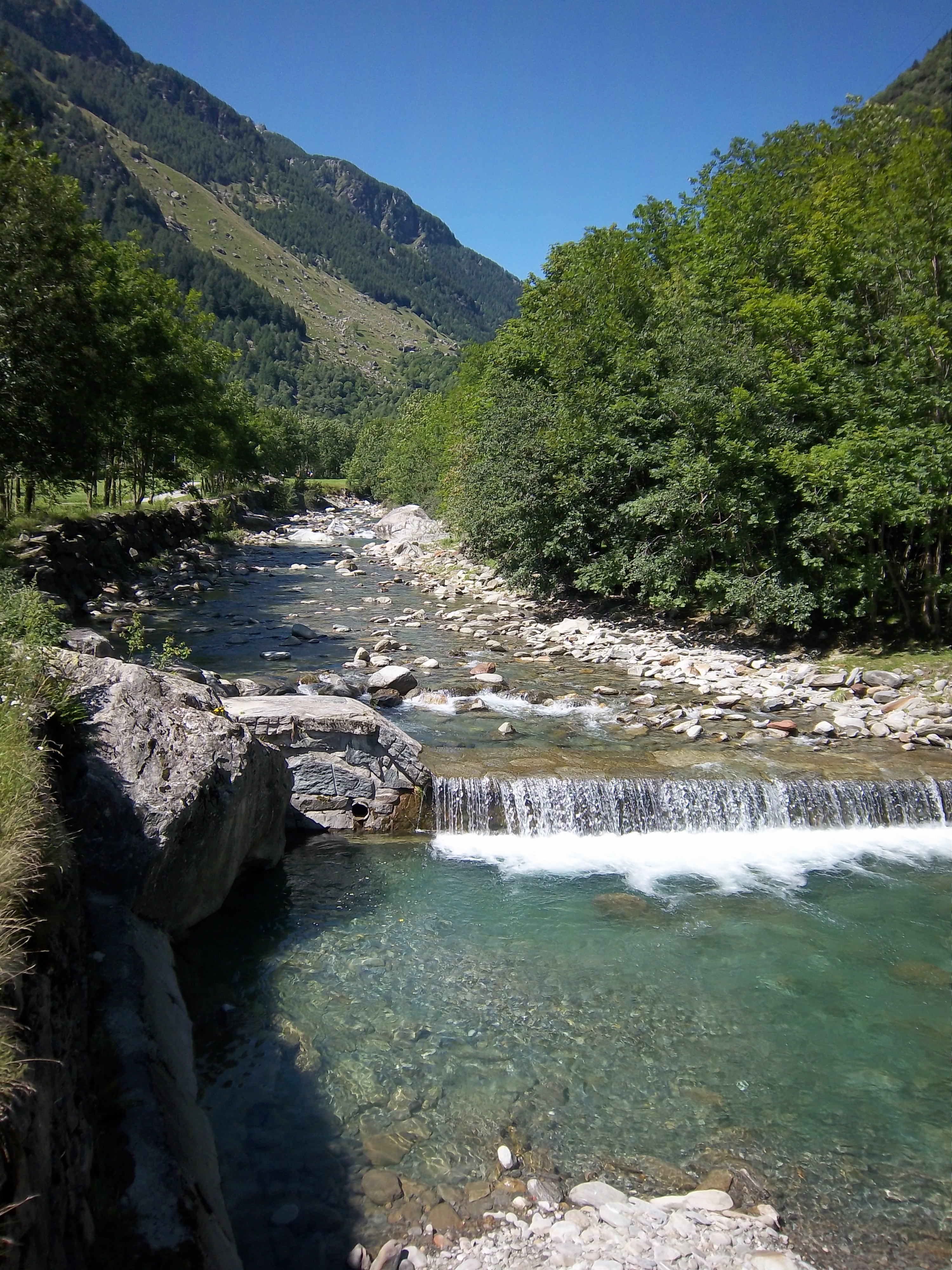
Il torrente Liro presso San Giacomo Filippo

Il Liro è un torrente che scorre in provincia di Sondrio. È lungo circa 26 km ed è il maggiore affluente del fiume Mera.

## Percorso
Il Liro nasce vicino al passo dello Spluga, presso il confine con la Svizzera; successivamente forma il lago di Montespluga, bacino artificiale, e la valle Spluga. Si immette da destra nel Mera a Prata Camportaccio.
Lungo il suo percorso bagna gli abitati di Campodolcino e San Giacomo Filippo.

## Laghi
Nei pressi della sorgente forma il lago Azzurro (2430 m.s.l.m.), lago naturale prima dello sbarramento di Montespluga.
Oltre al bacino artificiale di Montespluga (2192 m s.l.m.), sul Liro sono presenti altri bacini: il lago di Isola (1247 m s.l.m.) e il lago di Campodolcino (1060 m s.l.m.).